# Фаустово (Новгородская область)
Фаустово — деревня в Боровичском муниципальном районе Новгородской области, относится к Железковскому сельскому поселению.
Деревня расположена на северном берегу озера Пирос. С восточной части Фаустова расположена деревня Речка. Деревни разделяет река Саминка.

## История
До апреля 2010 года Фаустово входило в состав Реченского сельского поселения, ныне упразднённого.

## Транспорт
Автомобильные дороги в Лыкошино (12 км на юго-запад), Боровичи (21 км на север), а также до деревень Княжа и Молодёново. Ближайшая железнодорожная станция в Лыкошино.